# 샤밀라 타고르
샤밀라 타고르(힌디어: शर्मिला टैगोर, 영어: Sharmila Tagore, 1946년 12월 8일 ~ )는 인도의 배우이다. 파드마 부산 서훈자이며, 1975년 내셔널 필름 어워드 여우주연상, 1969년 필름페어상 여우주연상, 1998년 필름페어상 공로상 수상자이다.

## 출연 작품
- 엔들리스 웨이트 (2009)
- 에클라비아 - 더 로열 가드 (2007)
- 비루드 (2005)
- 그날 밤 그곳엔 누가 있었나 (2003)
- 미시시피 마살라 (1991)
- 그리하 프라베쉬 (1979)
- 데이즈 엔드 나이츠 인 더 포레스트 (1970)
- 아푸 제3부 (1959)